# Električna iskra
Električna iskra je iskra, ki nastane, ko jakost električnega polja preseže približno 4-30 kV/cm  - dielektrična poljska jakost zraka. To lahko povzroči zelo hitro povečanje števila prostih elektronov in ionov v zraku, kar povzroči, da nenadoma začasno zrak postane električno prevoden, v postopku, imenovanem dielektrična porušitev.
Morda najbolj znan primer naravne iskra je udar strele. V tem primeru je potencialna razlika med oblaki in zemljo, ali med dvema oblakoma, običajno več sto milijonov voltov. Visoki tokovi, ki tečejo skozi ioniziran zrak povzročijo eksplozivno sproščanje energije. V veliko manjšem obsegu, se lahko iskre obliki v zrak med elektrostatično razelektritev iz zaračunanih predmetov, ki jih bremenijo tako malo, kot 380 V (zakon Paschen je).
Atmosfera Zemlje je sestavljena iz 21% kisika (O2) in 78% dušika (N2). Med elektrostatičnimi razelektritvami vmesno ozračje postane električno preobremenjeno. Diatomic molekule kisika so razdelijo, nato pa se združijo v obliki ozona (O3), ki je nestabilen, ali reagira s kovinami in organskimi snovmi. Če je električna napetost dovolj visoka, se lahko tvorijo dušikovi oksidi v (NOx) obliki. Oba elementa sta strupena za živali, dušikovi oksidi pa so bistvenega pomena za vezavo dušika. Ozon napade vse organske snovi, ki jih ozonolysis in se uporablja za čiščenje vode.
Hindenburg, začetek požara. Po vžigu vodika so se hitro razvili plameni, vse zaradi majhne iskre.
Iskra lahko povzroči hudo eksplozijo, zaradi visokih temperatur v sami iskri. Metan in premogov prah, Eksplozije metana in premogovega prahu so nastale, ob elektrostatični razelektritvi. Nesreča Hindenburga je bila pripisana iskri ob razelektritvi. Ta je povzročila vžig vnetljivih plošč premazanih s thermite, ki je gorel močno, hitro in sunkovito, to je v končni fazi privedlo do vžiga vodika v sami zračni ladji. Ladja je pravkar priletela skozi nevihto in se je na njej ustvaril velik naboj. Do razelektritve naj bi prišlo, ko so na zemljo spustili vrvi za privez v mestu New Jersey leta 1937.